# Fubar
Pour les articles homonymes, voir Fubar (homonymie).
Fubar: The Movie est un faux documentaire de 2002, réalisé par le cinéaste canadien Michael Dowse. Il raconte les aventures de deux headbangers canadiens, Terry et Dean.
En anglais, Fubar signifie : « fucked up beyond all (ou any) recognition ».

## Synopsis
Terry (David Lawrence) et Dean (Paul Spence) sont deux headbangers qui se connaissent depuis l'enfance. Ils passent le plus clair de leur temps à boire de la bière. Jusqu'au jour où Dean doit combattre un cancer des testicules.
Le film reprend les clichés appartenant à la sous-culture headbanger, du mullet (au Québec: coupe Longueuil) aux shotguns (absorption de bière en quelques secondes) en passant par la musique métal (on y entend notamment Iron Maiden) mais l'histoire bifurque et s'éloigne de ce qui aurait pu être une simple parodie lorsque Dean tombe malade.
Le long-métrage a été présenté en 2002 au festival du film de Sundance, où il a remporté le Prix de la sélection officielle. Il connut ensuite un succès appréciable en salle en Amérique du Nord, jusqu'à devenir un film culte chez les amateurs de cinéma indépendant au Canada. Le film est tourné comme s'il s'agissait d'un vrai documentaire, mais l'histoire est fictive. Cependant, une large place a été laissée à l'improvisation et aux imprévus. Par exemple, une scène où plusieurs individus s'en prennent à Terry et Dean n'était pas au scénario. Il s'agit d'une véritable altercation, imprévue, qui fut filmée et intégrée au film.
Le film fut tourné dans l'Ouest canadien, particulièrement dans la région de Calgary, Alberta.
L'interprète de Dean, Paul Spence est aussi un musicien et un journaliste à Montréal, Québec. Il est chanteur et guitariste pour le groupe CPC Gangbangs et il signe des critiques musicales dans l'hebdomadaire Hour.